# Xylocopa tumorifera
Xylocopa tumorifera är en biart som beskrevs av Maurits Anne Lieftinck 1957. Xylocopa tumorifera ingår i släktet snickarbin, och familjen långtungebin. Inga underarter finns listade i Catalogue of Life.